# Costruzioni Metalliche (rivista)
Costruzioni Metalliche è una rivista italiana di ingegneria, fondata nel 1949.

## Storia
La rivista venne fondata nel 1949.
Oggi viene edita dal Collegio dei tecnici dell'acciaio (CTA).